# Kaikpu
Kaikpu är en klan i Liberia. Den ligger i regionen Montserrado County, i den västra delen av landet, 22 km norr om huvudstaden Monrovia.